# Prueba de Coombs

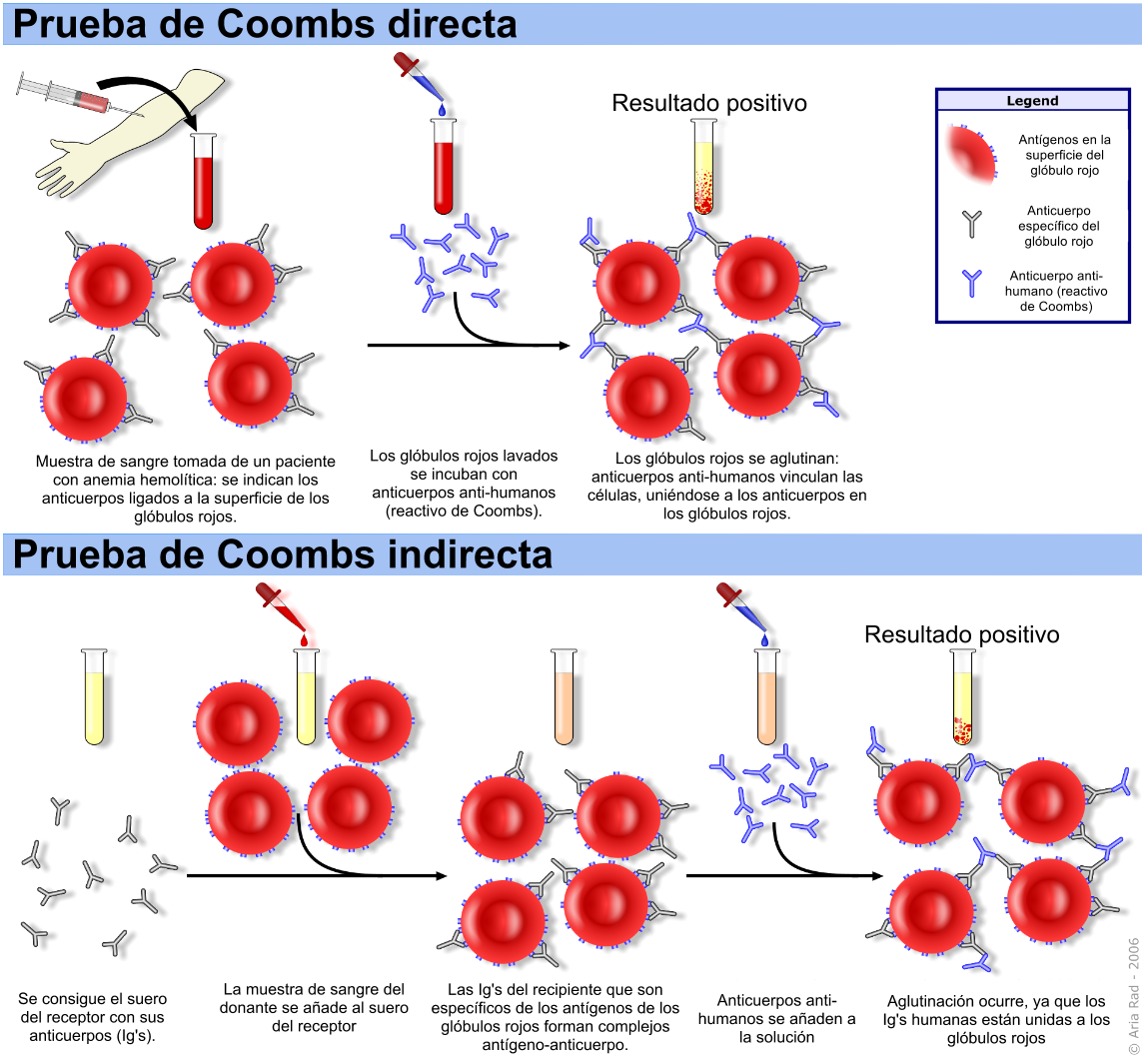
Esquemático mostrando las pruebas de Coombs directa e indirecta.

La prueba de Coombs (también conocida como prueba de antiglobulina) es un examen de sangre que se usa en inmunología y hematología. Este análisis puede detectar la presencia de anticuerpos en suero que reaccionan con antígenos en la superficie de los glóbulos rojos. Hay dos tipos distintos de la prueba de Coombs: el directo y el indirecto. La prueba de Coombs directa detecta anticuerpos ya unidos a la superficie de los glóbulos rojos, y la prueba de Coombs indirecta detecta anticuerpos libres que pueden reaccionar in vitro con glóbulos rojos que tienen antígenos específicos. 

## Mecanismo
Ambas pruebas de Coombs emplean un antisuero llamado reactivo de Coombs, que contiene anticuerpos de animales inmunizados dirigidos contra IgG, IgM, y/o complemento humano. Estos anticuerpos se unen a los anticuerpos de los antígenos que están en la superficie de los glóbulos rojos, causando aglutinación de las células. Esta aglutinación observada corresponde a un resultado positivo, y la ausencia de aglutinación es un resultado negativo.

## Prueba de Coombs directa
Esta prueba se usa para determinar si hay complemento o anticuerpos ya fijados a los eritrocitos tomados directamente del paciente. Estas células, alcanzadas de una venopunción, se lavan y se agrega el reactivo de Coombs. Los anticuerpos del reactivo se unen a IgG, IgM, o complemento que está unido a la superficie de los glóbulos rojos. Estos se aglutinan, produciendo grupos de células que indican un resultado positivo.

### Trastornos asociados con un resultado positivo
- Anemias hemolíticas inducidas por fármacos[3][4]
- Anemias hemolíticas inmunitarias[3][4]
- Reacciones a transfusión[3][4]
- Enfermedad hemolítica del recién nacido[3][4]
- Trastornos linfoproliferativos, como leucemia linfocítica crónica[3][4]
- Mononucleosis infecciosa[3][4]

Algunas enfermedades pueden causar hemólisis no inmunitaria, como la esferocitosis hereditaria y la talasemia. Estos trastornos no son asociados con un resultado positivo en la prueba de Coombs porque no son causados por anticuerpos hemolíticos.

## Prueba de Coombs indirecta
Se detectan anticuerpos específicos de ciertos antígenos que no necesariamente están presentes en los glóbulos rojos del paciente, pero puede estar en glóbulos rojos de otras personas. Si se mezcla suero tomado de un paciente que contiene estos anticuerpos con glóbulos rojos que sí muestran estos antígenos específicos, los glóbulos rojos se van a cubrir con anticuerpo. Una vez cubiertas, las células se van a aglutinar después de una exposición al reactivo de Coombs. En el diagnóstico de eritroblastosis fetal, el suero tomado de la madre Rh- no reacciona con su propia sangre, sino con la de su feto Rh+. El suero de la madre, que contiene anticuerpos específicos del factor Rh, se mezcla con glóbulos rojos Rh+. Los anticuerpos del suero se unen a las células. Luego, se agregan anticuerpos antihumanos para aglutinar los glóbulos rojos. Se puede diluir el suero y hacer la prueba repetidas veces, para cuantificar los anticuerpos en el suero.

## Historia
La prueba de Coombs fue descrita por primera vez por los científicos Rob Race, Arthur Morant, y Robin Coombs (por quien la prueba era llamada) en 1945.